# 하츠네 미쿠 and Future Stars Project mirai
《하츠네 미쿠 and Future Stars Project mirai》(하츠네 미쿠 앤드 퓨처 스타즈 프로젝트 미라이)는 세가에서 2012년 3월 8일 발매 한 닌텐도 3DS 용 음악 게임이다.
2013년 11월 28일에는 《하츠네 미쿠 Project mirai 2》가 발매되었으며 2015년 5월 28일에 《하츠네 미쿠 Project mirai 디럭스》가 한국과 일본에 동시발매되었다. 북미에는 2015년 9월 9일, 유럽에는 2015년 9월 11일에 발매되었다.

## 개요
이 소프트웨어는 하츠네 미쿠 등의 VOCALOID 캐릭터가 등장하는 게임이다. 굿 스마일 컴퍼니의 넨드로이드 디자인을 사용하고 있다.
등장 캐릭터는 크립톤 퓨처 미디어의 MEIKO, KAITO, 하츠네 미쿠, 카가미네 린·렌, 메구리네 루카가 등장한다. 인터넷사의 VOCALOID GUMI도 등장한다.
GUMI의 경우는 첫작이 발매된 당시 GUMI의 넨드로이드가 출시되지 않았던 때이기 때문에 등장하지 않았으나, 두번째 작품에는 GUMI 넨드로이드 발매 이후여서 GUMI가 등장한다.

## 같이 보기
- VOCALOID
- 캐릭터 보컬 시리즈
- 하츠네 미쿠 -Project DIVA-